# Arcade (Olaszország)
Arcade település Olaszországban, Veneto régióban, Treviso megyében. Lakosainak száma 4494 fő (2023. január 1.). Arcade Giavera del Montello, Nervesa della Battaglia, Povegliano, Spresiano és Villorba községekkel határos.

## Népesség
A település lakossága az elmúlt években az alábbi módon változott:
| Lakosok száma | 4504 | 4550 | 4494 |
|               | 2017 | 2018 | 2023 |